# Jost Meier
Pour les articles homonymes, voir Meier.
Jost Meier, né le 15 mars 1939 à Soleure et mort le 5 décembre 2022 à Bâle,, est un compositeur et chef d'orchestre suisse.

## Biographie
Après avoir suivi ses études dans sa ville natale, il étudie le violoncelle au conservatoire de Bienne avec Rolf Looser (de) et obtient un diplôme de soliste et d'enseignement. Il joue ensuite dans plusieurs formations, dont, depuis 1964, l'Orchestre de la Tonhalle de Zurich et la Camerata Bern.
Il est également chef d'orchestre de l'Orchestre symphonique Bienne entre 1969 et 1979 (ou entre 1968 et 1980 selon d'autres sources), puis du Théâtre de Bâle dès 1980. En 1983, il s'établit comme compositeur et chef d'orchestre indépendant.
Il a composé plusieurs opéras, parmi lesquels Sennentuntschi, opéra en 4 actes sur un livret de Hansjörg Schneider, Der Drache, opéra en trois actes, ou encore Der Zoobär, créé en 1987 pour la réouverture de l'école de musique de Zurich. Il est, avec Jean-François Bovard et Michel Hostettler, l'un des trois compositeurs de la Fête des vignerons 1999 à Vevey.

## Récompenses
Jost Meier a reçu plusieurs prix et récompenses pour sa carrière de chef d'orchestre, parmi lesquels le prix de la composition de l'ORTF en 1969, le Prix du Festival de Lausanne en 1984 ou encore, en 1985, le Grand Prix de la musique du canton de Berne.

## Sources
- (de) Klaus Wloemer, « Ein Musiker unserer Zeit », Christkatholisches Kirchenblatt, nos 15-16,‎ 2009

- (de) Cet article est partiellement ou en totalité issu de l’article de Wikipédia en allemand intitulé « Jost Meier » (voir la liste des auteurs).